# قائمة ضحايا فلسطين المدنيين في الانتفاضة الثانية
فيما يلي قائمة جزئية للضحايا المدنيين الفلسطينيين في الانتفاضة الثانية، نسبة القتلى الفلسطينيين منذ بداية الانتفاضة الثانية وعددهم 4281 مدني متنازع عليها. وزعمت "بتسيلم" أنّ عددهم 2038 مدنيًا. تؤكد بعض المصادر أن تعريف "بتسيلم" للمدني فضفاض للغاية ويشمل الفلسطينيين الذين قُتلوا أثناء مهاجمة القوات الإسرائيلية. في عام 2009 ، ذكر المؤرخ الإسرائيلي المحافظ بيني موريس في كتابه الاستعادي دولة واحدة، دولتان أن حوالي ثلث الوفيات الفلسطينية كانت من المدنيين. خلصت دراسة أجراها المعهد الإسرائيلي الدولي لمكافحة الإرهاب (ICT) إلى أنّ غالبية القتلى الفلسطينيين كانوا من المقاتلين. قتل 609 مدنيًا فلسطينيًا على أيدي فلسطينيين آخرين.

## القائمة
| الحدث                                         | التاريخ         | الموقع                                  | الطرف المسؤول                   | عدد القتلى    | الضحايا | مراجع                |
| --------------------------------------------- | --------------- | --------------------------------------- | ------------------------------- | ------------- | --- | -------------------- |
| –                                             | 30 سبتمبر 2000  | بجانب رام الله                          | قوات الأمن الإسرائيلية          | 2             | خالد عدلي البزيان، إياد أحمد الخشيشي | [ 11 ]               |
| –                                             | 30 سبتمبر 2000  | بجانب مفرق عيوش، منطقة رام الله والبيرة | قوات الأمن الإسرائيلية          | 1             | نزار محمود عبد العايدة | [ 11 ]               |
| –                                             | 1 أكتوبر 2000   | نابلس                                   | سلاح الجو الإسرائيلي            | 2             | سامر سمير صدقي طبنجة، حسام نعيم حسن بخيت | [ 11 ]               |
| –                                             | 1 أكتوبر 2000   | مفرق عيوش، رام الله والبيرة             | قوات الأمن الإسرائيلية          | 1             | محمد نبيل داود حامد العباسي | [ 11 ]               |
| –                                             | 1 أكتوبر 2000   | مفرق نيتساريم، دير البلح                | قوات الأمن الإسرائيلية          | 1             | سامي فتحي محمد الترامسي | [ 11 ]               |
| هبة أكتوبر                                    | 1–9 أكتوبر 2000 | شمال إسرائيل                            | شرطة إسرائيل                    | 1             | مصلح حسين أبو جردرف | [ 12 ]               |
| –                                             | 2 أكتوبر 2000   | نابلس                                   | قوات الأمن الإسرائيلية          | 1             | تيسير قطاوي | [ 11 ]               |
| –                                             | 2 أكتوبر 2000   | طولكرم                                  | قوات الأمن الإسرائيلية          | 1             | حسام علي محمود الهمشري | [ 11 ]               |
| –                                             | 4 أكتوبر 2000   | مفرق نتساريم قضاء دير البلح             | قوات الأمن الإسرائيلية          | 1             | محمد يوسف زيد أبو عاصي | [ 11 ]               |
| –                                             | 6 أكتوبر 2000   | القدس الشرقية                           | قوات الأمن الإسرائيلية          | 1             | مجدي سمير موسى المسلماني | [ 11 ]               |
| –                                             | 7 أكتوبر 2000   | مدينة غزة                               | قوات الأمن الإسرائيلية          | 1             | يوسف ذياب حليف | [ 11 ]               |
| –                                             | 7 أكتوبر 2000   | بديا قضاء سلفيت                         | المستوطنين الإسرائيليين         | 1             | فهد مصطفى عودة بكر | [ 13 ]               |
| –                                             | 10 أكتوبر 2000  | رفح                                     | قوات الأمن الإسرائيلية          | 1             | سامي فتحي أبو جيزر | [ 11 ]               |
| –                                             | 11 أكتوبر 2000  | طولكرم                                  | قوات الأمن الإسرائيلية          | 1             | سامي حسين صميل سلمي سلامة | [ 11 ]               |
| –                                             | 13 أكتوبر 2000  | مخيم الفوار، الخليل                     | قوات الدفاع الإسرائيلية         | 1             | شادي الواوي | [ 14 ]               |
| –                                             | 16 أكتوبر 2000  | بيت لحم                                 | قوات الأمن الإسرائيلية          | 1             | مؤيد أسامة علي جوارش | [ 11 ]               |
| –                                             | 16 أكتوبر 2000  | نابلس                                   | قوات الأمن الإسرائيلية          | 1             | أشرف أحمد عبد المجيد حبايب | [ 11 ]               |
| –                                             | 17 أكتوبر 2000  | بيت فوريك، محافظة نابلس                 | مجهول                           | 1             | فريد موسى عيسى نصاصرة (28) | [ 13 ]               |
| –                                             | 20 أكتوبر 2000  | مفرق عيوش، رام الله والبيرة             | قوات الأمن الإسرائيلية          | 1             | ثار علي دهود عمر معلا | [ 11 ]               |
| –                                             | 20 أكتوبر 2000  | قلقيلية                                 | قوات الأمن الإسرائيلية          | 1             | سامر طلال العويسي | [ 11 ]               |
| –                                             | 20 أكتوبر 2000  | سلفيت                                   | قوات الأمن الإسرائيلية          | 1             | علاء باسم عبد الله بني نمرة | [ 11 ]               |
| –                                             | 20 أكتوبر 2000  | طولكرم                                  | قوات الأمن الإسرائيلية          | 1             | محمد عادل حسن أبو طاحون | [ 11 ]               |
| –                                             | 20 أكتوبر 2000  | كفر قليل قضاء نابلس                     | قوات الأمن الإسرائيلية          | 1             | سائد عدنان عبد الله الطنبور | [ 11 ]               |
| –                                             | 21 أكتوبر 2000  | كفار داروم قضاء دير البلح               | قوات الأمن الإسرائيلية          | 1             | عمر إسماعيل عمر البحيصي | [ 11 ]               |
| –                                             | 21 أكتوبر 2000  | البيرة                                  | قوات الأمن الإسرائيلية          | 1             | ماجد إبراهيم حسن حوامدة | [ 11 ]               |
| –                                             | 22 أكتوبر 2000  | كفار داروم قضاء دير البلح               | قوات الأمن الإسرائيلية          | 1             | صلاح فوزي النجوم | [ 11 ]               |
| –                                             | 22 أكتوبر 2000  | محافظة شمال غزة                         | قوات الأمن الإسرائيلية          | 1             | وائل محمود عماد النشط | [ 11 ]               |
| –                                             | 23 أكتوبر 2000  | الخليل                                  | قوات الدفاع الإسرائيلية         | 1             | عبد العزيز أبو سنينة | [ 14 ]               |
| –                                             | 24 أكتوبر 2000  | خان يونس                                | قوات الأمن الإسرائيلية          | 1             | إياد أسامة شعث | [ 11 ]               |
| –                                             | 24 أكتوبر 2000  | خان يونس                                | قوات الأمن الإسرائيلية          | 1             | نضال محمد زهدي الدبيقي | [ 11 ]               |
| –                                             | 11 نوفمبر 2000  | شارع شلالا الخليل                       | قوات الدفاع الإسرائيلية         | 1             | منيب أبو منشر | [ 14 ]               |
| –                                             | 14 نوفمبر 2000  | كفر مالك، قضاء رام الله والبيرة         | المستوطنين الإسرائيليين         | 1             | مصطفى محمود موسى عليان | [ 13 ]               |
| –                                             | 16 نوفمبر 2000  | بيت عمر                                 | قوات الدفاع الإسرائيلية         | 1             | يوسف أبو عوض | [ 14 ]               |
| –                                             | 31 ديسمبر 2000  | حي حارة الشيخ، الخليل                   | قوات الدفاع الإسرائيلية         | 1             | معاذ أبو حدوان | [ 14 ]               |
| –                                             | 5 يناير 2001    | الخليل                                  | قوات الدفاع الإسرائيلية         | 1             | أريج الجبالي | [ 14 ]               |
| –                                             | 17 فبراير 2001  | حي أبو سنينة، الخليل                    | قوات الدفاع الإسرائيلية         | 2             | شاكر المناصرة، احمد فرج الله | [ 14 ]               |
| –                                             | 17 فبراير 2001  | حي أبو سنانة، الخليل                    | قوات الدفاع الإسرائيلية         | 1             | عصام الطويل | [ 14 ]               |
| –                                             | 1 مايو 2001     | خان يونس                                | قوات الدفاع الإسرائيلية         | 1             | الإمام مصطفى حجّو | [ 15 ]               |
| –                                             | 13 يونيو 2001   | بجانب حزما حي القدس                     | الإسرائيليين                    | 1             | عواني علي حداد | [ 13 ]               |
| –                                             | 7 يوليو 2001    | رفح                                     | قوات الدفاع الإسرائيلية         | 1             | خليل المُغربي | [ 16 ]               |
| –                                             | 19 يوليو 2001   | جنوب الخليل                             | المستوطنين الإسرائيليين         | 3             | محمد سلامة الطميزي (23)، محمد حلمي الطميزي (22)، ضياء مروان الطميزي (<1) | [ 17 ] [ 18 ]        |
| –                                             | 29 أغسطس 2001   | شمال شرقي القدس                         | المستوطنين الإسرائيليين         | 1             | حيدر جدو كنعان الخطيب | [ 19 ]               |
| –                                             | 2 ديسمبر 2001   | القدس الشرقية                           | حارس أمن البنك                  | 1             | إبراهيم النابلسي | [ 13 ]               |
| –                                             | 1 أبريل 2002    | بجانب كوجا حشار، منطقة رام الله والبيرة | المستوطنين الإسرائيليين         | 2             | عيسى محمود سليم، عطاء عبد الحي | [ 13 ]               |
| معركة جنين                                    | أبريل 2002      | جنين                                    | قوات الدفاع الإسرائيلية         | 22            | هاني أبو رميلة، فروة جمال، عماد مشاركة، محمد هواشين، أحمد حمدوني، عطية أبو رميلة، عبد النصر غريب، عفاف دسوقي، عبد الكريم سعدي، وضاح شلبي، منير وشحي، مريم وشحي، يسرى أبو خرج، نزار مطاحن، جمال فايد، جمال الصباغ، علي مقسق، محمد أبو سبع، نايف عبد الجبر وعميد فايد، كمال زغير، فارس زيبان | [ 20 ]               |
| –                                             | 20 أبريل 2002   | نابلس                                   | قوات الدفاع الإسرائيلية         | 5             | سمير شعبي، أ. شعبي، عبد الله سمير شعبي، عزام سمير شعبي، أنيس سمير شعبي. | [ 21 ]               |
| –                                             | 21 يونيو 2002   | حوارة، محافظة نابلس                     | المستوطنين الإسرائيليين         | 1             | عدنان عودة (انظر أيضًا: فارس عودة) | [ 13 ]               |
| مقتل الصحفي عماد أبو زهرة                     | 12 يوليو 2002   | جنين                                    | قوات الدفاع الإسرائيلية         | 1             | عماد أبو زهرة | [ 22 ]               |
| مقتل مدنيين أثناء اغتيال صلاح شحادة           | 22 يوليو 2002   | مدينة غزة                               | قوات الدفاع الإسرائيلية         | 14 (+1 مقاتل) | (العمر مشار إليه بين قوسين) صبحي محمود الحوتي (5)، دنيا رامي مطر (5)، محمد رائد مطر (4)، أيمن رائد مطر (2)، يوسف صبحي علي الشوا (42)، زاهر صالح نصار (37)، ليلى خميس شحادة (41)، علاء محمد مطر (11)، إيمان صلاح شحادة (14)، منى فهمي الحوتي (22)، إيمان حسن مطر (27)، دينا رائد مطر.(<1) محمد محمود الحوتي (3). | [ 23 ] [ 24 ]        |
| –                                             | 29 يوليو 2002   | الخليل                                  | المستوطنين الإسرائيليين         | 1             | نيفين جمجوم | [ 25 ]               |
| –                                             | 6 أكتوبر 2002   | عقربا في محافظة نابلس                   | المستوطنين الإسرائيليين         | 1             | هاني بني منية | [ 13 ]               |
| –                                             | 11 أكتوبر 2002  | نابلس                                   | قوات الدفاع الإسرائيلية         | 1             | شادن أبو حجلة (61) | [ 26 ]               |
| –                                             | 25 يناير 2003   | بجانب بدرس، قضاء رام الله والبيرة       | مجهول                           | 1             | أحمد عبد الرحمن صباح | [ 13 ]               |
| –                                             | 3 فبراير 2003   | مخيم المغازي مديرية دير البلح           | قوات الدفاع الإسرائيلية         | 1             | كاميلا أبو سعيد | [ 27 ] [ 28 ]        |
| –                                             | 5 فبراير 2003   | مستشفى الوفاء، مدينة غزة                | قوات الدفاع الإسرائيلية         | 2             | عمر سعد الدين علي حسن، عبد الكريم حامد انور لباد | [ 27 ] [ 29 ]        |
| –                                             | 3 مارس 2003     | مخيم جباليا، غزة                        | قوات الدفاع الإسرائيلية         | 6             | ناجي إسماعيل أبو جليلة (24)، محمد حسن محمود الزناتي (36)، محمد شحادة البياري (61)، طارق ماهر احمد النجار (13)، محسن عوض ابو عودة (30) - منسي عبد ربه صالح المبهوت (84). | [ 27 ] [ 29 ]        |
| استشهاد مدنيين أثناء اغتيال ياسر محمد صلاح طه | 12 يونيو 2003   | مدينة غزة                               | قوات الأمن الإسرائيلية          | 4 (+1 مقاتل)  | إسلام سعيد إسماعيل عبد الله - طه (20)، إفنان ياسر محمد طه (أقل من سنة)، سعد زهير محمد غبين (30)، أحمد محمد عبد الفتاح سمور (23) | [ 27 ]               |
| –                                             | 1 ديسمبر 2003   | بجانب الخليل                            | حراس أمن إسرائيليون             | 1             | حازم عدنان فانون | [ 13 ]               |
| –                                             | 3 مارس 2004     | مخيم البريج                             | قوات الدفاع الإسرائيلية         | 1             | | [ 30 ]               |
| –                                             | 4 مارس 2003     | جنوب مدينة غزة                          | قوات الدفاع الإسرائيلية         | 1             | عبد الله الأصحاب | [ 31 ]               |
| مقتل نزيه دروزة                               | 19 أبريل 2003   | نابلس                                   | قوات الدفاع الإسرائيلية         | 1             | نزيه دروزة | [ 32 ]               |
| –                                             | 4 أبريل 2003    | بزعل، أريحا                             | ضابط أمن المستوطنات             | 1             | رايق مسعود دغرمة | [ 13 ]               |
| –                                             | سبتمبر 2004     | شارع 557 في الضفة الغربية               | يهوشوا إليتزور، مستوطن إسرائيلي | 1             | صايل جبارة الشاطئ (46) | [ 33 ]               |
| –                                             | 27 سبتمبر 2004  | سالم في محافظة نابلس                    | مستوطن إسرائيلي                 | 1             | صايل مصطفى أحمد جباره | [ 13 ]               |
| إطلاق النار على إيمان الهمص                   | 4 أكتوبر 2004   | قطاع غزة                                | قوات الدفاع الإسرائيلية         | 1             | إيمان الهمص (13) | [ 34 ] [ 35 ]        |
| –                                             | 8 يوليو 2005    | بيت لقيا، منطقة رام الله والبيرة        | حارس أمن حاجز الفصل             | 1             | محيوب أحمد نمر عاصي | [ 13 ]               |
| –                                             | 18 أغسطس 2005   | مستوطنة شيلو في الضفة الغربية           | آشر ويسجان، مستوطن إسرائيلي     | 4             | خليل محمد رؤوف صالح وليول، أحمد علي حسن منصور، بسام موسى أحمد عودة طوافشة، أسامة موسى أحمد عودة طوافشة | [ 36 ] [ 37 ]        |
| –                                             | 13 يونيو 2006   | غزة                                     | سلاح الجو الإسرائيلي            | 10            | (العمر مشار إليه بين قوسين) إبراهيم إبراهيم الدعالسة محمد (38)، محمد حسين فرج الوادية (24)، عدنان داود حسن طالب (46)، موسى محمد موسى نصر الله (21)، علي. علي حسين العمري (32)، حسام إسماعيل عبد الرحمن حمد (37)، أشرف فاروق علي المغربي (39)، هشام رجب محمد المغربي (14)، شوقي علي عمر الصقلي (41)، ماهر اشرف فاروق المغربي (7) | [ 27 ] [ 38 ]        |
| –                                             | 8 نوفمبر 2006   | بيت حانون                               | قوات الدفاع الإسرائيلية         | 18            | (العُمر مشار إليه بين قوسين) منال محمد محمد العثامنة (29)، صباح محمود حسن العثامنة (44)، أيمن محمود مصطفى أبو سليمان (32)، سعد مجدي سعيد العثامنة (9)، مهدي سعيد عبد الله العثامنة (16 عامًا)، سناء أحمد عبد الله العثامنة (33 عامًا)، عرفات سعيد عبد الله العثامنة (19 عامًا)، نعمة أحمد محمد العثامنة (19 عامًا) - العثامنة (أبو ركبة) (57)، مسعود عبد الله محمد العثامنة (55)، ميساء رامز مسعود العثامنة (أقل من سنة)، محمد رمضان حسين العثامنة (29). صقر محمد ابراهيم عدوان (45) سمير مسعود عبدالله العثامنة (26) مرام رامز مسعود العثامنة (3) فاطمة مسعود عبد الله العثامنة (16) محمود أمجد سعد العثامنة (10)، نهاد محمد عبد الله العثامنة (32)، فاطمة أحمد صالح العثامنة (84). | [ 27 ] [ 39 ] [ 40 ] |
| –                                             | 26 ديسمبر 2008  | غزة                                     | مقاتلون فلسطينيون               | 2             | حنين أبو خوصة (5)، صباح أبو خوصة (12) | [ 41 ] [ 42 ]        |